# Allô Berlin? Ici Paris!
Allô Berlin? Ici Paris! is een Frans-Duitse filmkomedie uit 1932 onder regie van Julien Duvivier. Destijds werd de film uitgebracht onder de titel Hallo Parijs? Hier spreekt Berlijn!

## Verhaal
Een Duitse werknemer van de telefooncentrale Berlijn-Parijs heeft een mondelinge flirt met een Franse collega. Ze maken een afspraak met elkaar in Parijs. Door een misverstand ontmoeten ze echter allebei iemand anders.

## Rolverdeling
| Acteur            | Personage      |
| ----------------- | -------------- |
| Josette Day       | Lily           |
| Germaine Aussey   | Annette        |
| Wolfgang Klein    | Erich          |
| Karel Štepánek    | Max            |
| Charles Redgie    | Jacques Dumont |
| Hans Henninger    | Karl           |
| Georges Boulanger | President      |
| Albert Broquin    | Gids           |